# K-148 Krasnodar
Il K-148 Krasnodar è un SSGN russo, primo esemplare della classe Oscar II. Entrato in servizio nel 1986, risulta in riserva dalla seconda metà degli anni novanta.

## Storia
Il K-148 fu impostato presso il cantiere navale Sevmash, a Severodvinsk, nel 1982. Il sottomarino entrò in servizio nel 1986, ed il 5 novembre successivo venne preso in carico dall'11ª Divisione della Flotta del Nord.
Il 6 aprile 1993 ricevette il nome di Krasnodar, come la città omonima. Nel 1994, fu trasferito nella 7ª Divisione. Nel 1996 fu radiato, e da allora risulta in riserva.